# Muminki (serial animowany)
Muminki (fiń. Muumilaakson tarinoita) – serial animowany zrealizowany w koprodukcji japońsko-fińsko-holendersko-francuskiej oparty na serii książek oraz komiksów o Muminkach autorstwa Tove Jansson. Serial emitowany był w latach 1990–1992 i składa się ze 104 odcinków podzielonych na dwa sezony.

## Fabuła
Akcja serialu toczy się w malowniczej Dolinie Muminków, zamieszkanej przez tytułowe Muminki oraz ich przyjaciół. Głównymi bohaterami są Muminek, jego rodzice – Mama i Tata Muminka, a także przyjaciele: Włóczykij, Mała Mi, Panna Migotka i Ryjek. Każdy odcinek przedstawia nowe przygody i wyzwania, z jakimi mierzą się mieszkańcy Doliny, ukazując jednocześnie uniwersalne wartości takie jak przyjaźń, odwaga i rodzina.
W pierwszym sezonie widzowie śledzą m.in. odkrycie tajemniczego kapelusza czarodzieja, który posiada magiczne właściwości, spotkanie z piratami, a także przygody na bezludnej wyspie. Pojawiają się również postacie takie jak Topik i Topcia, którzy wprowadzają elementy tajemnicy i humoru. 
Drugi sezon kontynuuje opowieści o mieszkańcach Doliny Muminków, wprowadzając nowe wątki i postacie. Widzowie poznają m.in. historię niewidzialnego dziecka Nini, które odzyskuje widzialność dzięki ciepłu i miłości Muminków, a także obserwują zmagania bohaterów z różnorodnymi przeciwnościami losu.
Serial Muminki zdobył popularność na całym świecie, w tym w Polsce, gdzie był emitowany na antenie TVP1. Dzięki wiernemu oddaniu klimatu książek Tove Jansson oraz wprowadzeniu nowych wątków i postaci, serial stał się ulubioną animacją wielu dzieci i dorosłych, przekazując ponadczasowe wartości i ucząc empatii oraz zrozumienia dla innych.

## Spis odcinków
| N/o            | Polski tytuł                          | Angielski tytuł (starszy)           | Angielski tytuł (nowszy)                    |
| -------------- | ------------------------------------- | ----------------------------------- | ------------------------------------------- |
|                |                                       |                                     |                                             |
| SEZON PIERWSZY |                                       |                                     |                                             |
|                |                                       |                                     |                                             |
| 001            | Wiosna w Dolinie Muminków             | Spring in Moominvalley              | Spring in Moominvalley                      |
|                |                                       |                                     |                                             |
| 002            | Czarodziejski kapelusz                | The Magic Hat                       | Magic Hat                                   |
|                |                                       |                                     |                                             |
| 003            | Wrak łodzi                            | The Wreck                           | Shipwreck Found on the Beach                |
|                |                                       |                                     |                                             |
| 004            | Na bezludnej wyspie                   | The Desert Island                   | Welcome to Ghost Island                     |
|                |                                       |                                     |                                             |
| 005            | Na wyspie Hatifnatów                  | The Hattifatteners                  | Nyoronyoro's Secret                         |
|                |                                       |                                     |                                             |
| 006            | Topik i Topcia                        | Thingumy and Bob                    | Small, Small Visitor                        |
|                |                                       |                                     |                                             |
| 007            | Tajemnicza walizka                    | The Suitcase                        | What's Inside the Suitcase                  |
|                |                                       |                                     |                                             |
| 008            | Czarnoksiężnik                        | The Hobgoblin                       | Magic Trick of the Flying Demon             |
|                |                                       |                                     |                                             |
| 009            | Niewidzialne dziecko                  | The Invisible Child 1               | Invisible Friend                            |
|                |                                       |                                     |                                             |
| 010            | Koniec kłopotów Nini                  | The Invisible Child 2               | Ninny Gets Her Smile Back                   |
|                |                                       |                                     |                                             |
| 011            | Skrzydła                              | The Wings                           | Snork Flies in the Sky                      |
|                |                                       |                                     |                                             |
| 012            | Piraci                                | The Pirates                         | Moomin Fights a Pirate                      |
|                |                                       |                                     |                                             |
| 013            | Ostatni smok na świecie               | The Last Dragon on Earth            | Last Dragon on the Earth                    |
|                |                                       |                                     |                                             |
| 014            | Nowi sąsiedzi                         | Our Neighbor is a Touch Teacher     | The Nextdoor Neighbor is a PTA Mom          |
|                |                                       |                                     |                                             |
| 015            | Księżniczka Migotka                   | Princess Snorkmaiden                | Floren Gets Amnesia                         |
|                |                                       |                                     |                                             |
| 016            | Bliskie spotkania muminkowego stopnia | Close Encounters of the Moomin Kind | A Martian in Moominvalley!                  |
|                |                                       |                                     |                                             |
| 017            | Tatuś Muminka ucieka                  | Moominpapa Elopes                   | Moominpappa Runs Away                       |
|                |                                       |                                     |                                             |
| 018            | Tajemnicza skrzynia                   | The Wooden Crate                    | Magic Seed from the Sea                     |
|                |                                       |                                     |                                             |
| 019            | Dżungla                               | The Jungle                          | Moominvalley's Jungle                       |
|                |                                       |                                     |                                             |
| 020            | Zoo                                   | The Zoo                             | Moomin Saves the Tigers                     |
|                |                                       |                                     |                                             |
| 021            | Włóczykij wyrusza na południe         | Snufkin Goes South                  | Snufkin Departs on a Journey                |
|                |                                       |                                     |                                             |
| 022            | Zima w Dolinie Muminków               | Moomin Winter                       | Moomin and Mee's Big Adventure              |
|                |                                       |                                     |                                             |
| 023            | Zimowi goście                         | Winter Guest                        | Moominvalley's Winter Inhabitants           |
|                |                                       |                                     |                                             |
| 024            | Włóczykiju, wracaj do domu!           | Hurry Home Snufkin!                 | Snufkin Doesn't Come Back                   |
|                |                                       |                                     |                                             |
| 025            | Wyprawa do latarni morskiej           | The Lighthouse                      | On Papa’s Dream                             |
|                |                                       |                                     |                                             |
| 026            | Latarnik                              | The Lighthousekeeper                | Days When the Lighthouse Shines a Light     |
|                |                                       |                                     |                                             |
| 027            | Ciotka Jane                           | Aunt Jane                           | Rich Mrs. Jane                              |
|                |                                       |                                     |                                             |
| 028            | Pływający teatr                       | The Floating Theatre                | Floating Haunted House                      |
|                |                                       |                                     |                                             |
| 029            | Zaginione dzieci                      | The Lost Children                   | Separated Family                            |
|                |                                       |                                     |                                             |
| 030            | Przedstawienie                        | Midsummer                           | Reunited                                    |
|                |                                       |                                     |                                             |
| 031            | Wielki wybuch                         | The Big Explosion                   | Snork's Flying Ship                         |
|                |                                       |                                     |                                             |
| 032            | Złota rybka                           | The Golden Fish                     | Rare Goldfish                               |
|                |                                       |                                     |                                             |
| 033            | Duch z lampy                          | The Spirit in the Lamp              | Make a Wish to the Lamp                     |
|                |                                       |                                     |                                             |
| 034            | Latawiec                              | The Kite                            | Mee Gets on a Kite                          |
|                |                                       |                                     |                                             |
| 035            | Czarownica                            | The Witch                           | The Witch Comes Home                        |
|                |                                       |                                     |                                             |
| 036            | Zbliża się gwiazdka                   | Christmas is Coming                 | What's Christmas?                           |
|                |                                       |                                     |                                             |
| 037            | Zimowe ognisko                        | The Midwinter Bonfire               | Festival of the Winter Creatures            |
|                |                                       |                                     |                                             |
| 038            | Długi sen                             | The Spell                           | Sleep Magic                                 |
|                |                                       |                                     |                                             |
| 039            | Co wybucha w nocy?                    | Things that Go Bang in the Night    | Mysterious Sound in the Middle of the Night |
|                |                                       |                                     |                                             |
| 040            | Tajemnicze fajerwerki                 | The Secret Fireworks                | Secret of Fireworks                         |
|                |                                       |                                     |                                             |
| 041            | Przestępcy w Dolinie Muminków         | Crooks in Moominvalley              | Strange Incident in Moominvalley            |
|                |                                       |                                     |                                             |
| 042            | Zaćmienie słońca                      | The Solac Eclipse                   | Magic Broom                                 |
|                |                                       |                                     |                                             |
| 043            | Primadonna                            | Primadonna                          | Heroine of the Circus                       |
|                |                                       |                                     |                                             |
| 044            | Prezent urodzinowy                    | Moominmama’s Birthday               | Wonderful Birthday                          |
|                |                                       |                                     |                                             |
| 045            | Muminek buduje dom                    | Moomin Bulids a House               | The House Built by Moomin                   |
|                |                                       |                                     |                                             |
| 046            | Dwór dla dwojga                       | Dame Elaine                         | Papa’s Rich?                                |
|                |                                       |                                     |                                             |
| 047            | Gorące źródło                         | The Hot Spring                      | A Hot Spring Appears!                       |
|                |                                       |                                     |                                             |
| 048            | Bańki mydlane                         | The Soap Bubbles                    | Moomin Rides on a Bubble                    |
|                |                                       |                                     |                                             |
| 049            | Olbrzymia dynia                       | The Giant Pumpkin                   | Mama’s Secret                               |
|                |                                       |                                     |                                             |
| 050            | Złośliwy Chochlik                     | The Imp                             | Voice from Inside the Dead Tree             |
|                |                                       |                                     |                                             |
| 051            | Migotka – medium                      | Snorkmaiden Goes Psychic            | Floren's Psychic Powers                     |
|                |                                       |                                     |                                             |
| 052            | Poszukiwacze skarbów                  | The Treasure Hunt                   | Treasure Hunt Uproar                        |
|                |                                       |                                     |                                             |
| 053            | Nimfa Wodna                           | The Water Nymph                     | Water Fairy                                 |
|                |                                       |                                     |                                             |
| 054            | Brylant Mimbli                        | Mymble's Diamond                    | Gift for Mimura                             |
|                |                                       |                                     |                                             |
| 055            | Druga Młodość Tatusia Muminka         | Moominpappa's Second Youth          | Sad Papa                                    |
|                |                                       |                                     |                                             |
| 056            | Wyprawa Mamusi Muminka                | The Secret Dish                     | Mama Departs on a Journey                   |
|                |                                       |                                     |                                             |
| 057            | Matczyna miłość                       | Motherly Love                       | Floren Raises a Child                       |
|                |                                       |                                     |                                             |
| 058            | Artyści w Dolinie Muminków            | Artists in Moominvalley             | Contest in Moominvalley                     |
|                |                                       |                                     |                                             |
| 059            | Przygody Tatusia Muminka              | Adventures of Moominpappa Part 1    | Papa’s Memorie                              |
|                |                                       |                                     |                                             |
| 060            | Niegrzeczna Mała Mi                   | The Terrible Little My              | Mee's Prank                                 |
|                |                                       |                                     |                                             |
| 061            | Muminek wróżbitą                      | Moomin the Fortune-Teller           | Moomin's a Genius Fortuneteller             |
|                |                                       |                                     |                                             |
| 062            | Spacer czarownicy                     | Witch-Walking                       | Magic Word                                  |
|                |                                       |                                     |                                             |
| 063            | Wspomnienia Tatusia Muminka           | Adventures of Moominpappa Part 2    | Adventure of the Ship Orchestra             |
|                |                                       |                                     |                                             |
| 064            | Muminek i ptaki                       | Moomin and the Birds                | The Day of Leaving the Nest                 |
|                |                                       |                                     |                                             |
| 065            | Bal Przebierańców                     | The Fancy – Dress Ball              | Moomin's Secret                             |
|                |                                       |                                     |                                             |
| 066            | Wampir                                | The Vampire                         | Vampire of Moominvalley                     |
|                |                                       |                                     |                                             |
| 067            | Złamany fotel                         | The Chair                           | Papa’s Important Seat is Broken             |
|                |                                       |                                     |                                             |
| 068            | Dalsze przygody Tatusia Muminka       | Adventures of Moominpappa Part 3    | Fateful Meeting with Mama                   |
|                |                                       |                                     |                                             |
| 069            | Feniks                                | The Phoenix                         | Crisis with the Immortal Bird               |
|                |                                       |                                     |                                             |
| 070            | Ryba Muminka                          | Moomin's Big Fish                   | Making up at the Fish Party                 |
|                |                                       |                                     |                                             |
| 071            | Usypiające Grzyby                     | The Slug-a-Bed Mushrooms            | Identity of the Glowing Mushroom            |
|                |                                       |                                     |                                             |
| 072            | Muminek i Delfin                      | Moomin and the Dolphin              | Friendship of Moomin and the Dolphin        |
|                |                                       |                                     |                                             |
| 073            | Wyspa pełna niespodzianek             | The Cave                            | Moomin's Explorer Team                      |
|                |                                       |                                     |                                             |
| 074            | Wspaniały prezent                     | A Wonderful Present                 | Singing Flower Present                      |
|                |                                       |                                     |                                             |
| 075            | Cudowny Szmaragd                      | The Fabulous Emerald                | Moomin's Lovely Dream                       |
|                |                                       |                                     |                                             |
| 076            | Remont u Paszczaka                    | Painting a House                    | Broken House                                |
|                |                                       |                                     |                                             |
| 077            | Wielki wyścig                         | The Great Race                      | Finished! Flying Ship                       |
|                |                                       |                                     |                                             |
| 078            | Podróż na Południe                    | Going South                         | Moomin into the Open Skies                  |
|                |                                       |                                     |                                             |
| SEZON DRUGI    |                                       |                                     |                                             |
|                |                                       |                                     |                                             |
| 079            | Zaręczyny Muminka                     | —                                   | The Ring on a Finger                        |
|                |                                       |                                     |                                             |
| 080            | Wielka miłość Ryjka                   | —                                   | The Girl With Birds                         |
|                |                                       |                                     |                                             |
| 081            | Nowe życie                            | The Free Life                       | A Wind of Freedom                           |
|                |                                       |                                     |                                             |
| 082            | Wizyta Panny Paszczakówny             | Aunt Hemulen                        | Mr Caramel                                  |
|                |                                       |                                     |                                             |
| 083            | Złoty Ogonek Muminka                  | Moomin and the Golden Tail          | A Real Gold Mine                            |
|                |                                       |                                     |                                             |
| 084            | Rzeźby z piasku                       | —                                   | Sand Sculptures                             |
|                |                                       |                                     |                                             |
| 085            | Piknik Piratów                        | —                                   | The Beach                                   |
|                |                                       |                                     |                                             |
| 086            | Siostrzeniec Inspektora               | The Inspector's Nephew              | A Bothersome Nephew                         |
|                |                                       |                                     |                                             |
| 087            | Wehikuł Czasu                         | The Time Machine                    | The Time Travel Machine                     |
|                |                                       |                                     |                                             |
| 088            | Łakomek                               | —                                   | The Circle of Secrets                       |
|                |                                       |                                     |                                             |
| 089            | Wigilia u cioci Jonki                 | —                                   | The Dragon                                  |
|                |                                       |                                     |                                             |
| 090            | Wyprawa w przeszłość                  | —                                   | The Desert                                  |
|                |                                       |                                     |                                             |
| 091            | Spotkanie z Kleopatrą                 | —                                   | Queen Cleothystra                           |
|                |                                       |                                     |                                             |
| 092            | Wyprawa po skarb                      | The Treasure Map                    | The Treasure Map                            |
|                |                                       |                                     |                                             |
| 093            | Ryjek wszystkim pomaga                | —                                   | A Sniff at Everything                       |
|                |                                       |                                     |                                             |
| 094            | Muminek czy Bobek                     | —                                   | Funny Disguises                             |
|                |                                       |                                     |                                             |
| 095            | Muminki na Dzikim Zachodzie           | Moomin Goes Wild West               | Moomin in Cowboy Country                    |
|                |                                       |                                     |                                             |
| 096            | Muminki na bezludnej wyspie           | —                                   | Moominson Crusoe                            |
|                |                                       |                                     |                                             |
| 097            | Tajemnica Małej Mi                    | —                                   | Hidden love of Pretty Mee                   |
|                |                                       |                                     |                                             |
| 098            | Łzy smoka Edwarda                     | —                                   | Tears of the Dragon                         |
|                |                                       |                                     |                                             |
| 099            | Spotkanie z Moną Luizą                | —                                   | Chouca Lisa                                 |
|                |                                       |                                     |                                             |
| 100            | Czerwona pełnia księżyca              | Red Moon                            | The Night of the Red Moon                   |
|                |                                       |                                     |                                             |
| 101            | Znowu w szkole                        | —                                   | Return to childhood                         |
|                |                                       |                                     |                                             |
| 102            | Urodziny Małej Mi                     | Littellin My’s Birthday             | The Birthday Surprise                       |
|                |                                       |                                     |                                             |
| 103            | Lekarstwo dla cioci Jonki             | —                                   | The Moomins and the Fake Yeti               |
|                |                                       |                                     |                                             |
| 104            | Powrót do doliny                      | —                                   | The Starry Voyage                           |
|                |                                       |                                     |                                             |

## Twórcy serialu
- Kierownictwo artystyczne: Lars Jansson, Dennis Livson
- Scenariusz na podstawie książek Tove Janson: Akira Miyazuki, Shozo Matsudo
- Kierownictwo artystyczne postaci: Lars Jansson
- Reżyser: Hiroshi Saitō
- Projekty postaci drugoplanowych: Yasuhiro Nakura
- Animacja: Jiro Kohno
- Drugi Reżyser: Masayuki Kojima
- Piosenki: Pierre Kartner
- Muzyka: Sumio Shiratori
- Kierownictwo produkcji: Manabu Tamura, Matsuo Shimizu
- Nadzór koprodukcji: Shigi Nonaka
- Producent: Dennis Livsson
- Studia: Telescreen Japan INC., Teleimage Japan INC.
- Produkcja: Telecable Benelux we współpracy z TV Tokyo (Japonia), YLE/TV 1 (Finlandia), Marina Productions (Francja), TVE (Hiszpania)
- (c) 1990 Moomin Characters – Telescreen Japan INC – Telecable Benelux INC

## Obsada (głosy)[14]
- Akio Ōtsuka jako Tatuś Muminka
- Ikuko Tani jako Mama Muminka
- Minami Takayama jako Muminek
- Mika Kanai jako panna Migotka
- Rei Sakuma jako Mała Mi
- Ryūsei Nakao jako Ryjek
- Takehito Koyasu jako Włóczykij
- Sumi Shimamoto jako Filifionka
- Hiroko Maruyama jako Bobek
- Tomie Kataoka jako Buka
- Yuko Kobayashi jako Mimbla
- Minoru Yada jako Paszczak
- Emiko Shiratori jako narrator
- Sakiko Tamagawa jako Alicja
- Hisako Kyōda jako czarownica
- Miina Tominaga jako Nini
- Isamu Tanonaka jako Topik
- You Inoue jako Topcia
- Kazue Takahashi jako ciotka Jane
- Mika Doi jako Too-tiki
- Tarako jako Ynk
- Kikuko Inoue jako Nana
- Chika Sakamoto jako Ti-ti-uu
- Masamichi Sato jako listonosz
- Takaya Hashi jako inspektor
- Tesshō Genda jako Czarnoksiężnik